# حیات وحش جمهوری آفریقای مرکزی

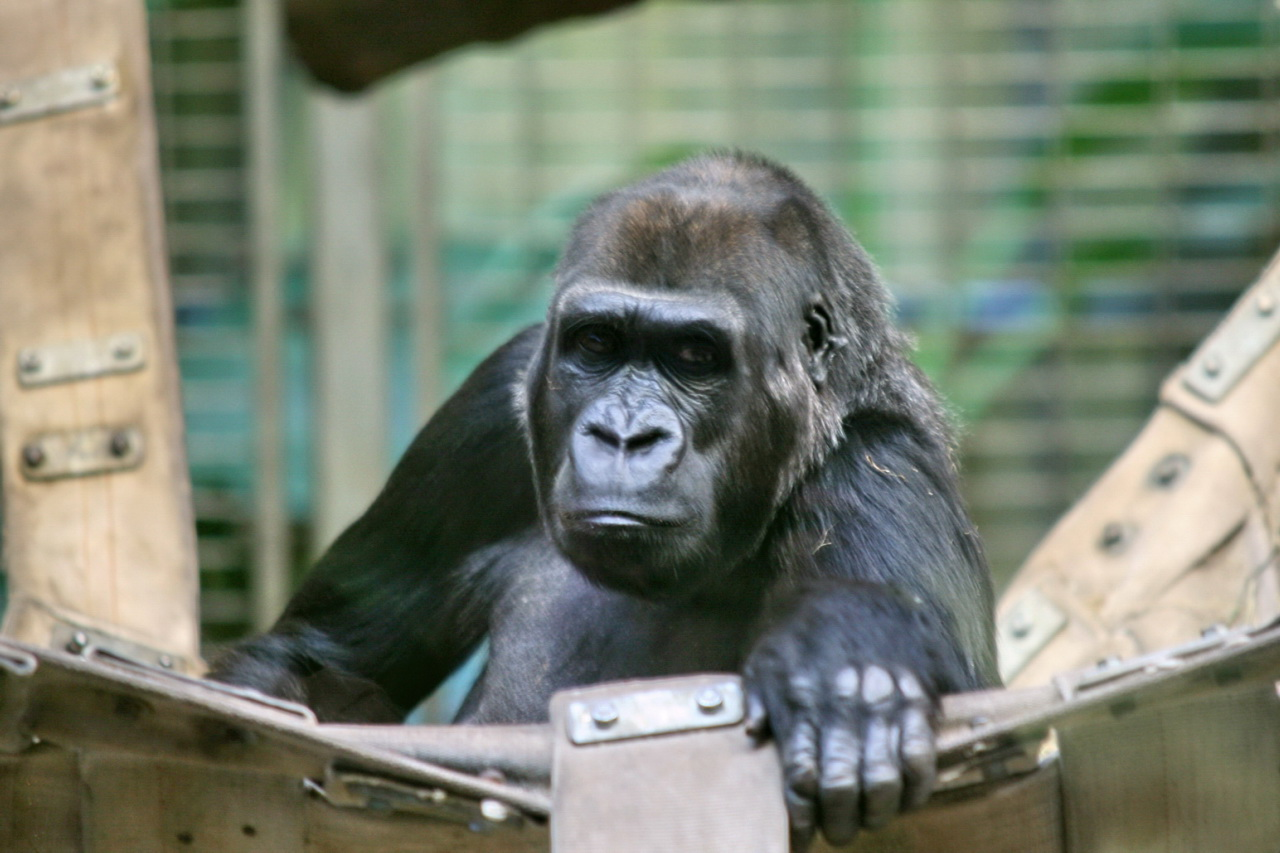
گوریل غربی سرزمین‌های پست در پارک ملی جانورشناسی اسمیتسونین

حیات وحش جمهوری آفریقای مرکزی در زیستگاه طبیعی پهناور در این کشور واقع‌شده بین جنگل‌های بارانی حوضه کنگو و گرم‌دشت‌های بزرگ قرار دارد؛ جایی که تراکم انسان‌ها پیش از سال ۱۸۵۰ کمتر از ۰٫۵ در کیلومتر مربع بود. ناحیه جنگلی ۲۲٫۷۵۵ میلیون هکتاری که یکی از غنی‌ترین مخازن حیات وحش در نظر گرفته می‌شود و در پارک‌های ملی، ذخیره‌گاه‌های شکار و مناطق شکار جوامع گسترده است، شاهد تلفات هشداردهنده حیات وحش به علت طمع برای بهره‌جویی از عاج و گوشت شکار توسط شکارچیان — بیشتر برده‌داران عرب از آنسوی مرزهای جمهوری آفریقای مرکزی با چاد و سودان — بوده‌است.